# Поудер, Анн Александер
Анн Алекса́ндер По́удер (англ. Ann Alexander Pouder; 8 апреля 1807, Лондон, Великобритания — 10 июня 1917, Балтимор, Мэриленд, США) — одна из первых известных супердолгожителей, то есть людей, которые прожили более 110 лет.
Анн Поудер проживала в США, в штате Нью-Йорк, стала известна после статьи о старейших людях в июне 1919 года в выпуске журнала National Geographic.
Анн умерла 10 июня 1917 года в возрасте 110 лет и 93-х дней.

## Споры о возрасте
Некоторые источники полагают, что Анн родилась в 1808 году, и на момент смерти ей было 109 лет.